# Gábor Horváth (kayak)
Pour les articles homonymes, voir Gábor Horváth.
Gábor Horváth, né le 15 novembre 1971 à Budapest, est un kayakiste hongrois pratiquant la course en ligne. 